# Euseius tikriti
Euseius tikriti är en spindeldjursart som beskrevs av Bayan och Merheb 2006. Euseius tikriti ingår i släktet Euseius och familjen Phytoseiidae. Inga underarter finns listade i Catalogue of Life.